# Lucid Dreaming
Lucid Dreaming är debutalbumet av den svensk-australiska popduon Say Lou Lou, utgivet den 24 februari 2015 på etiketten à Deux. Det producerades huvudsakligen av svenskarna Addeboy vs Cliff. Skivan tillbringade en vecka på Sverigetopplistan på plats 49. På albumet återfinns singlarna "Julian", "Better in the Dark", "Everything We Touch", "Games for Girls" och "Nothing but a Heartbeat".

## Låtlista
1. "Everything We Touch" (Elektra Kilbey, Miranda Kilbey) – 3:49
2. "Glitter" (E. Kilbey, M. Kilbey) – 3:59
3. "Games for Girls" (feat. Lindstrøm) (E. Kilbey, M. Kilbey, H.P. Lindstrom, Jonnali Parmenius) – 3:21
4. "Julian" (E. Kilbey, M. Kilbey, Andreas Broberger) – 3:42
5. "Angels (Above Me)" (E. Kilbey, M. Kilbey) – 4:23
6. "Peppermint" (E. Kilbey, M. Kilbey, Liam Howe) – 4:03
7. "Beloved" (E. Kilbey, M. Kilbey, Howe) – 3:59
8. "Hard for a Man" (E. Kilbey, M. Kilbey, Calle Ask) – 5:27
9. "Wilder Than the Wind" (E. Kilbey, M. Kilbey) – 4:49
10. "Nothing but a Heartbeat" (E. Kilbey, M. Kilbey, Chris Crowhurst) – 3:40
11. "Skylights" (E. Kilbey, M. Kilbey) – 4:35

## Listplaceringar
| Lista (2015)      | Högsta placering |
| ----------------- | ---------------- |
| Sverigetopplistan | 49               |